# 赫里霍里夫卡 (新馬爾伊夫卡市鎮)
48°4′7″N 31°25′22″E / 48.06861°N 31.42278°E

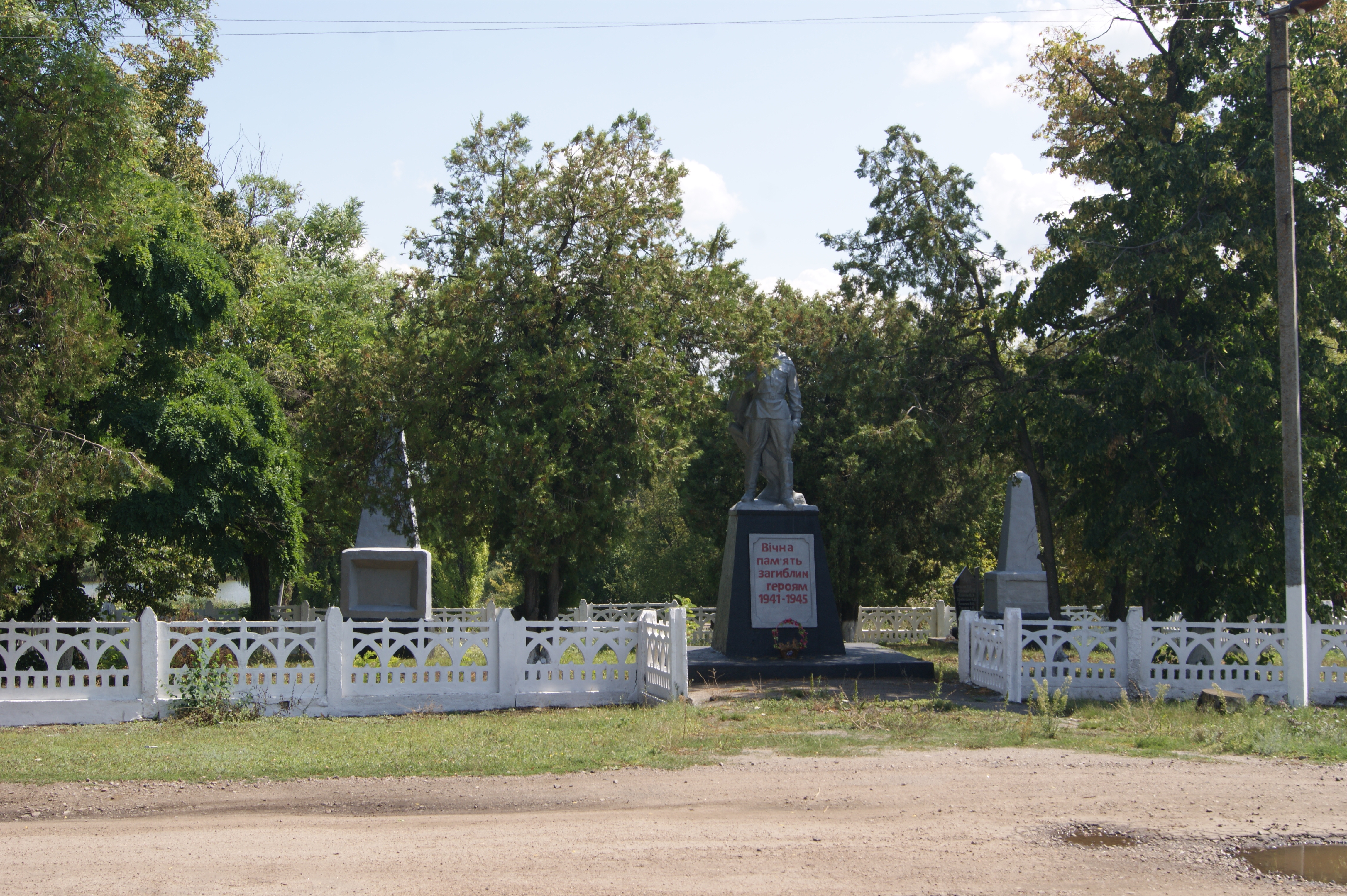
烈士墓

赫里霍里夫卡（烏克蘭語：Григорівка），是烏克蘭南部尼古拉耶夫州沃茲涅先斯克區新馬爾伊夫卡市鎮的村落。始建於1935年，面積2.15平方公里，海拔高度169米，2001年人口493，人口密度每平方公里229.3人。